# Murray River Open
Il Murray River Open è stato un torneo professionistico di tennis che si giocava sul cemento di Melbourne Park di Melbourne in Australia. Faceva parte della categoria ATP Tour 250.
La prima ed unica edizione del torneo si è svolta dal 1º al 7 febbraio 2021.

## Albo d'oro

### Singolare
| Anno | Campionessa  | Finalista             | Punteggio |
| ---- | ------------ | --------------------- | --------- |
| 2021 | Daniel Evans | Félix Auger-Aliassime | 6–2, 6–3  |

### Doppio
| Anno | Campionesse              | Finaliste                    | Punteggio   |
| ---- | ------------------------ | ---------------------------- | ----------- |
| 2021 | Nikola Mektić Mate Pavić | Jérémy Chardy Fabrice Martin | 7–6(2), 6–3 |